# Korvođa
Korvođa (mađ. Okorvölgy, nje. Ackerweg) je selo u južnoj Mađarskoj.
Zauzima površinu od 3,11 km četvornih.

## Zemljopisni položaj
Nalazi se na 46° 9' sjeverne zemljopisne širine i 18° 4' istočne zemljopisne dužine. Szentkatalin je 1,5 km sjeverno, Tević je 500 m jugozapadno, Abaliget je 3,5 km istočno, Gorica je 3,5 km zapadno, a Gustot je 2 km sjeveroistočno.

## Upravna organizacija
Upravno pripada Selurinačkoj mikroregiji u Baranjskoj županiji. Poštanski broj je 7681. 

## Promet
Nalazi se zapadno od željezničke prometnice. Iako se željeznička postaja nalazi najbliže Korvođi, zove se po Abaligetu.

## Stanovništvo
Korvođa ima 94 stanovnika (2001.). 90% su stanovnici su Mađari, Roma je 6% i Nijemaca 4%. Nešto manje od 3/4 stanovnika su katolici, a 4% je kalvinista.
1910. je u selu bilo 192 rimokatolika, od čega su 177 bili Nijemci, a 15 su bili Mađari., 

## Vanjske poveznice
- Korvođa na fallingrain.com